# Reinhard Grindel

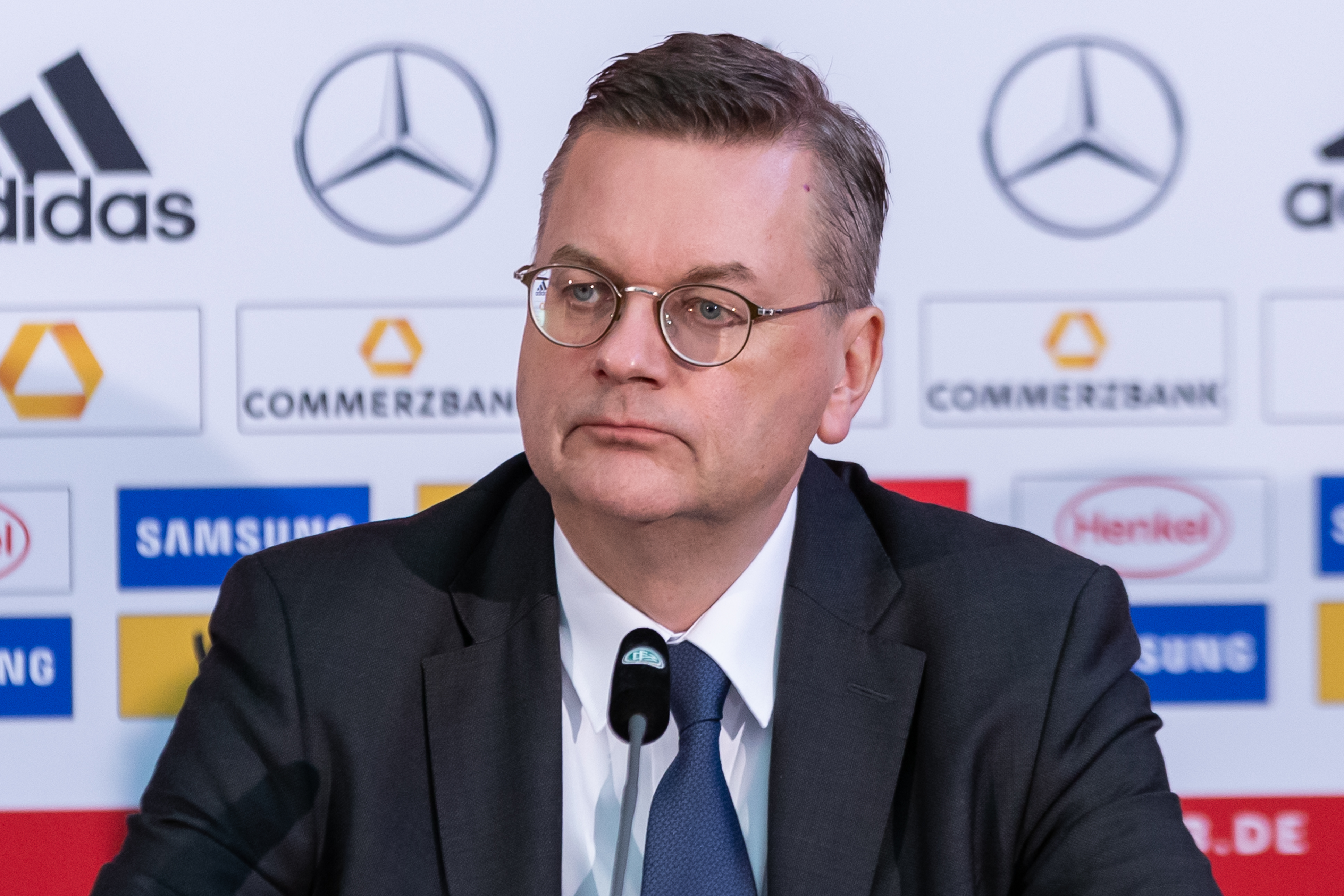
Reinhard Grindel (2018)

Reinhard Dieter Grindel (* 19. September 1961 in Hamburg) ist ein deutscher Journalist, Politiker (CDU) und Sportfunktionär.
Grindel war von 2002 bis 2016 Mitglied des Deutschen Bundestags. Am 15. April 2016 wurde er zum Präsidenten des Deutschen Fußball-Bundes (DFB) gewählt und legte daraufhin am 3. Juni sein Bundestagsmandat nieder. Am 2. April 2019 trat er mit sofortiger Wirkung als DFB-Präsident zurück.

## Leben

### Frühe Jahre und Beruf
Grindel spielte als Jugendlicher einige Jahre im Mittelfeld und später als Torwart beim SC Victoria Hamburg. Wegen unverträglicher Kontaktlinsen und störender Brille beendete er seine aktive Laufbahn in der B-Jugend. Nach dem Abitur 1981 in Hamburg absolvierte Reinhard Grindel als Stipendiat der Konrad-Adenauer-Stiftung ein Studium der Rechtswissenschaft an der Universität Hamburg, das er 1988 mit dem ersten juristischen Staatsexamen beendete.
Nach dem Studium arbeitete Grindel zunächst als Redakteur für Landespolitik bei Radio Schleswig-Holstein (R.SH) in Kiel. 1989 wechselte er als Korrespondent für den Sender und die Neue Osnabrücker Zeitung nach Bonn. 1991 wechselte er zum Fernsehen als Redakteur im Bonner Studio von Sat.1, und 1992 wurde er leitender Redakteur im Studio Bonn des ZDF. 1997 übernahm er die Leitung des ZDF-Landesstudios Berlin, bis er von 1999 bis 2002 schließlich dem ZDF-Studio in Brüssel vorstand.
Reinhard Grindel ist verheiratet und hat zwei Kinder. Er ist Anhänger des Hamburger SV sowie Mitglied der Stuttgarter Kickers.

### Politik
Grindel trat 1977 in die CDU ein. Er engagierte sich zunächst in der Jungen Union, deren Landesvorstand in Hamburg er von 1979 bis 1985 angehörte. Von 1981 bis 1987 war er außerdem Mitglied des CDU-Kreisvorstandes Hamburg-Eimsbüttel, von 1982 bis 1988 gehörte er als Abgeordneter der dortigen Bezirksversammlung an.
Grindel war von 2002 bis 2016 Mitglied des Deutschen Bundestages. 2002 und 2005 zog er über die Landesliste Niedersachsen in den Bundestag ein. Bei der Bundestagswahl 2009 konnte er den Wahlkreis Rotenburg I – Soltau-Fallingbostel mit 40,2 Prozent gegen Lars Klingbeil (SPD) direkt gewinnen. In der 17. Wahlperiode war er Mitglied des Bundestags-Innenausschusses. Auch 2013 gelang ihm mit 44,8 Prozent der Stimmen der direkte Einzug in den Bundestag. In der 18. Legislaturperiode war er stellvertretender Vorsitzender des Sportausschusses. Im Juni 2016, nach seiner Wahl zum Präsidenten des Deutschen Fußball-Bundes, legte Grindel sein Mandat nieder; für ihn rückte Kathrin Rösel in den Bundestag nach.

### Funktionen im Fußball
Reinhard Grindel ist Mitglied des Rotenburger SV; er war zeitweise Pressewart im Vorstand des Klubs. Von 2011 bis 2014 war er 1. Vizepräsident des Niedersächsischen Fußballverbandes, außerdem ist er stellvertretender Vorsitzender des Kuratoriums der Robert-Enke-Stiftung.

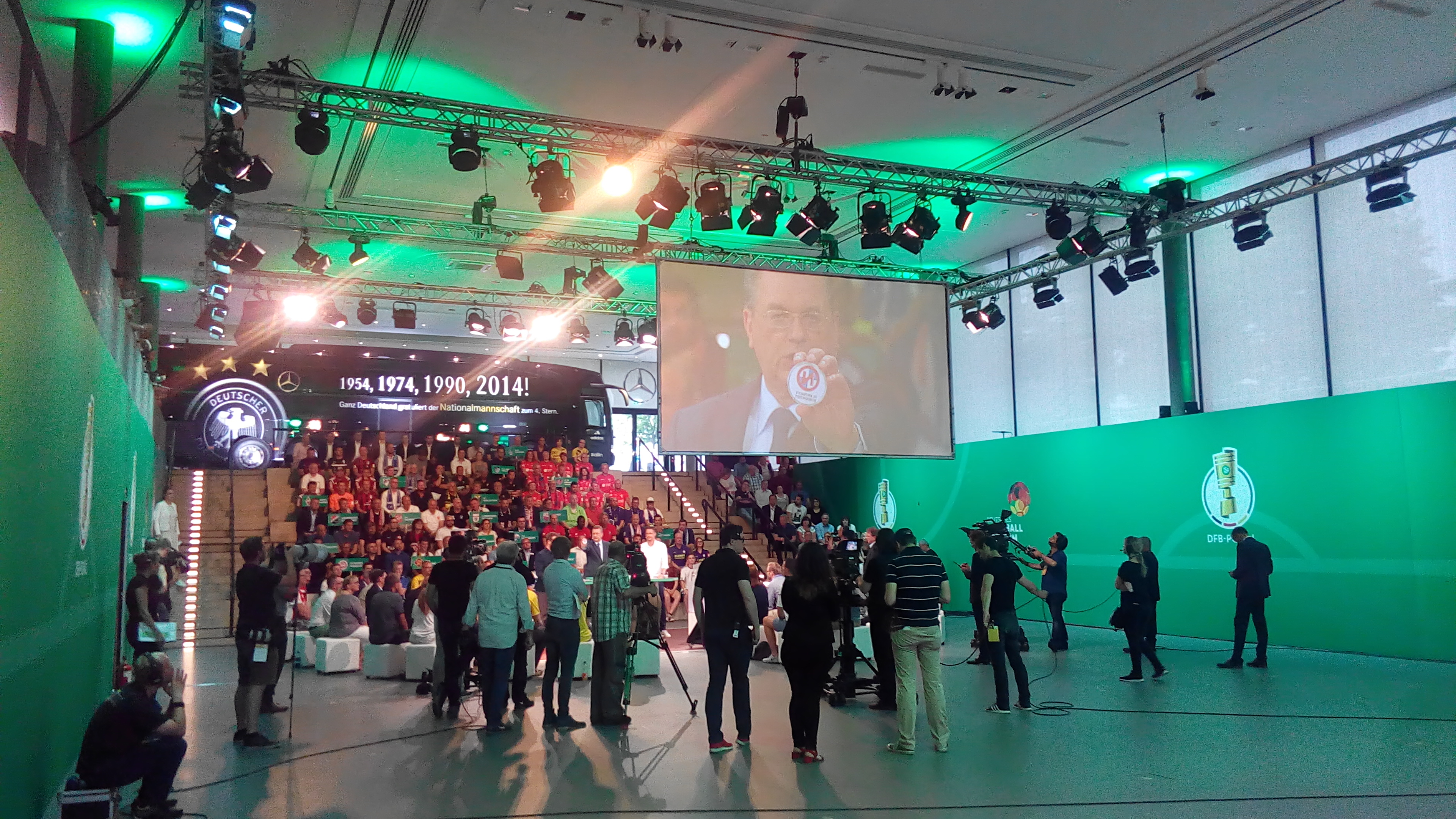
DFB-Präsident Grindel bei der Auslosung der 1. Runde des DFB-Pokals 2017/18 im Deutschen Fußballmuseum

Von Oktober 2013 bis April 2016 war er als Schatzmeister im Präsidium des DFB tätig. Nachdem Grindel im November 2015 von der Amateurfraktion des DFB als Nachfolgekandidat des zurückgetretenen Wolfgang Niersbach nominiert worden war, wurde er am 15. April 2016 zum DFB-Präsidenten gewählt. Von 2017 bis 2019 war er Mitglied des UEFA-Exekutivkomitees und UEFA-Vizepräsident. Als UEFA-Vizepräsident war er auch Compliance Chef des Verbandes. Ferner war er 2017 bis 2019 Mitglied des FIFA-Rats.
Am 2. April 2019 trat Grindel mit sofortiger Wirkung vom Amt als DFB-Präsident zurück. Er begründete dies unter anderem mit der anhaltenden Kritik an seinem, so wörtlich, „wenig vorbildlichen Handeln“ in Zusammenhang mit der umstrittenen Annahme einer Luxusuhr als Geschenk eines ukrainischen Oligarchen, mit der er Vorurteile von Korruption und Käuflichkeit gegenüber haupt- oder ehrenamtlich Tätigen im Fußball bestätigt habe. Im Vorfeld seines Rücktritts war zudem vermehrt Kritik an Grindels Amtsführung als Präsident laut geworden. Unter anderem wurde ihm die Nichtangabe von Zusatzeinkünften von über 78.000 Euro als Aufsichtsratschef der DFB-Medien Verwaltungsgesellschaft bei Amtsantritt vorgeworfen. Zudem stand Grindel wiederholt wegen seiner öffentlichen Kommunikation und dem unsouveränen Umgang mit Medien in der Kritik, nachdem er ein Interview mit der Deutschen Welle wegen ihm missfallender Fragen abgebrochen hatte. Bereits seit Sommer 2018 war Grindel wegen seines öffentlichen Umgangs mit Mesut Özil umstritten.
Wenige Tage nach seinem Rücktritt als DFB-Präsident legte Grindel auch seine Ämter als Mitglied des FIFA-Rates und als Vize-Präsident des Exekutivkomitees der UEFA nieder. Im Juli 2019 einigten sich Grindel und das ZDF außergerichtlich. Ein Rechtsstreit um sein als ehemaliger Bundestagsabgeordneter im Abgeordnetengesetz geregeltes gesetzliches Rückkehrrecht ist damit ausgeschlossen. Grindel wird nicht zum ZDF zurückkehren.

## Kritik
2013 hielt Grindel in der Diskussion des Bundestags zum Optionsmodell eine Rede, in der er ausführte: „Wer Ja zu Deutschland sagt, wer gerne bei uns leben will, von dem kann ich auch die Entscheidung für die deutsche Staatsbürgerschaft unter Ablegung seiner alten Staatsbürgerschaft erwarten“. Die Grünen-Politiker Özcan Mutlu und Ekin Deligöz beschwerten sich mit 37 weiteren Unterzeichnern im Juli 2013 in einem Offenen Brief beim DFB; Mutlu meinte 2018: „Was Grindel da von sich gab, war nicht nur tendenziös. Es war reinster AfD-Sprech, bevor es diese Partei überhaupt gab.“
Im November 2015 wurde Kritik an Grindel aus zwei weiteren Gründen öffentlich: Bei der Abstimmung zur Novelle des § 108e StGB zur Strafbarkeit von Abgeordnetenbestechung am 23. April 2014 war Grindel einer von sieben Abgeordneten, die sich enthielten, drei stimmten gegen die Novelle, während 582 Abgeordnete dem Gesetz zustimmten. Zudem wurde er wegen seiner Doppelrolle als DFB-Funktionär und Mitglied des Sportausschusses kritisiert.
Vom Spiegel wurde Grindel 2016 in einem Artikel über sein Verhalten vor der Wahl zum DFB-Vorsitzenden große Jovialität und knallharte Ellenbogenmentalität zugeschrieben; ferner sah man ihn dort als jemanden, der seinen Willen mit bösen Briefen, ruppigen Telefonaten oder Drohungen durchsetze. Selbst bei banalen Vorgängen habe er massiven Druck ausgeübt. Er sei als meinungsflexibel und immer dann nachgebend beschrieben worden, wenn es ihm persönlich nutze. Da er politisch eher Horst Seehofer (CSU) als Angela Merkel (CDU) nahe stehe und deshalb meist die Probleme der Zuwanderung betone, fördere er die Integration von Migranten in den DFB eher nicht.
Der nach der Fußball-Weltmeisterschaft 2018 aus der deutschen Nationalmannschaft zurückgetretene Mesut Özil kritisierte Grindel massiv. Grund des Rücktritts war die Diskussion um einen gemeinsamen Fototermin Özils mit dem türkischen Staatspräsidenten Recep Tayyip Erdoğan. Özil warf Grindel fehlenden Rückhalt sowie fehlendes Interesse an Özils Position, reines Verfolgen eigener politischer Interessen und Rassismus vor. Auch die oben genannten Kritikpunkte kamen teilweise zur Sprache. So hatte Özil kritisiert: „Ich weiß, dass [Grindel] mich nach dem Bild aus dem Team haben wollte, und er hat seine Meinung auf Twitter ohne Nachdenken oder Rücksprache veröffentlicht, aber Joachim Löw und Oliver Bierhoff haben mich unterstützt und mir den Rücken gestärkt. In den Augen von Grindel und seinen Unterstützern bin ich Deutscher, wenn wir gewinnen, aber ein Migrant, wenn wir verlieren. [...] Leute mit rassendiskrimierendem Hintergrund sollten nicht im größten Fußball-Verband der Welt arbeiten dürfen, der viele Spieler mit zwei Heimatländern hat.“
Im aktuellen sportstudio erklärte Grindel im September 2018 zu einem kicker-Interview, in dem er eine Stellungnahme Özils zu diesem Fototermin forderte und für das er kritisiert wurde, dass er sich „nie zur sportlichen Leistung von Mesut geäußert“ habe. Es sei „abwegig, anzunehmen, dass ein Spieler allein verantwortlich [sei] für das Ausscheiden der Nationalelf.“ Zum Zeitpunkt des Interviews, in dem er eine Stellungnahme von Özil zu dem Foto mit Erdoğan gefordert hatte, seien er und Oliver Bierhoff davon ausgegangen, dass Özil weiterhin für Deutschland spielen werde. Es sei seine Überlegung gewesen, so Grindel, „Fans und [Mesut Özil] zusammenzubringen“. Mit İlkay Gündoğan, der auch an dem Treffen mit Erdoğan teilgenommen und der sich zu der Kontroverse in einem Interview geäußert hatte, sei ihm dies gelungen. Gündoğan habe ihm mitgeteilt, dass das Gespräch, das er mit Grindel vor dem ersten Spiel nach der WM gegen Frankreich geführt hatte, gut verlaufen sei und er nie ein Problem mit Grindel gehabt habe. Außerdem erklärte Grindel, dass er Özil vor der WM nicht aus dem Team habe entfernen wollen, sondern Bundestrainer Joachim Löw „in der Frage der Kaderzusammenstellung das letzte Wort“ gehabt habe. Auch gab Grindel zu, dass man Özil gegen rassistische Kommentare mehr hätte „verteidigen müssen“. Zuvor hatte Özil sich nicht öffentlich zu dem Erdoğan-Treffen geäußert und durfte als einziger Nationalspieler auf dem Medientag vor der WM fehlen. Damals war Grindel noch vorgeworfen worden, er wolle das Thema unter den Teppich kehren.
Auch äußerte Grindel in Bezug auf das Thema Integration, „dass [er] immer für ein Miteinander geworben habe“ und positionierte sich dabei gegen eine sogenannte Parallelgesellschaft: „Für mich ist Integration nicht, zu akzeptieren, dass Leute einfach so nebeneinander leben, über 20, 30 Jahre in Deutschland leben, vielleicht die Sprache noch gar nicht können und gar nicht in der Lage sind, auch mit Deutschen Kontakt aufzunehmen.“
Am 29. März 2019 berichtete Der Spiegel, dass Grindel von Juli 2016 bis Juli 2017 als Aufsichtsratsvorsitzender der DFB-Medien Verwaltungs-Gesellschaft tätig gewesen war und dafür für eine Summe von insgesamt 78.000 Euro erhalten hatte, ohne dies öffentlich anzugeben. In diesem Zeitraum hatte er an lediglich zwei Sitzungen teilgenommen. Nach Amtsantritt im April 2016 als DFB-Chef erhielt er 4.400 Euro monatlich, dazu 7.200 Euro Aufwandsentschädigung und 7.200 Euro Verdienstausfall. Auf die Zahlung des Verdienstausfalls verzichtete Grindel im April 2017 nach seiner Wahl in die Entscheidungsgremien von Fifa und Uefa, wofür er 500.000 Euro im Jahr erhielt. Trotzdem erhielt er bis Juli 2017 weiter Geld der DFB-Medien Verwaltungs-Gesellschaft.
Am 1. April 2019 wurde die Annahme einer Luxusuhr im Wert von 6.000 Euro als Geschenk zu Grindels Geburtstag 2017 vom ukrainischen Oligarchen und Fußballfunktionär Hryhorij Surkis bekannt. Dies gab Reinhard Grindel als Grund für seinen Rücktritt an. Am 14. April 2019 wurde bekannt, dass die Uhr Ulysse Nardin Marine +Chronograph Kaliber UN-150, nicht wie von Grindel angegeben 6.000 Euro kostete, sondern 2017 einen Listenpreis von 11.800 Euro hatte. Die Einfuhr der Uhr aus der Schweiz muss nachversteuert werden.